# Ford Model BB
Ford Model BB — середньотоннажна вантажівка, що випускалася Ford Motor Company з 1933 по 1945 рік. Автомобіль вироблявся по всьому світу.  На відміну від Ford Model AA і Ford Model TT, об'єм двигуна має 4 або 8 циліндрів.

## Опис
Вантажівка Ford Model BB була розроблена в США на основі Ford Model AA, лише з незначними модифікаціями – модифікованою підвіскою передніх коліс та потужнішим двигуном. Вантажівка має 3,3-літровий 4-циліндровий рядний бензиновий двигун з водяним охолодженням потужністю 50, пізніше 52 к.с. та досягає максимальної швидкості 75 км/год із середньою витратою 24 літри бензину на 100 км. Його ходові характеристики та низька ціна незабаром забезпечили широке використання.
Опційно встановлювали двигун 3.6 L "Flathead" V8.